# Estadi Municipal d'Ipurua
L'Estadi Municipal d'Ipurua és un camp de futbol de la ciutat basca d'Eibar, a Guipúscoa, on hi disputa els seus partits com a local la Sociedad Deportiva Eibar. Va ser inaugurat el 14 de setembre de 1947 amb un partit contra el CD Elgoibar que va acabar amb un resultat de 0-2.